# Az elnök emberei (harmadik évad)
Az elnök emberei harmadik évadja elnyerte a legjobb sorozatnak járó Emmy-díjat. A népszerű televíziós sorozat harmadik évadjának részeit az Amerikai Egyesült Államokban 2001. október 10. és 2002. május 22. között sugározta az NBC csatorna a Warner Bros. gyártásában.

## Rövid tartalom
Bartlet elnök bejelenti, hogy másodjára is indul az elnökválasztáson. Betegsége eltitkolása miatt bizottsági vizsgálat indul, aminek végén elmarasztaló ítélet születik meg ellene. A stábja kényes belföldi és nemzetközi ügyeket old meg, és közben a világterrorizmus problémáival is meg kell küzdeniük.
|  | Alább a cselekmény részletei következnek! |

### Epizódok
| Kép | Cím                       | Írók                                                                         | Rendező             | Bemutató           | Epizódok |
| --- | ------------------------- | ---------------------------------------------------------------------------- | ------------------- | ------------------ | -------- |
| | "Mostohafivérek"          | Aaron Sorkin                                                                 | Christopher Misiano | 2001. október 3.   | 45       |
| Az epizód a 2001. szeptember 11-én történt terrortámadás okait próbálja megérteni, megmagyarázni a főszereplők és a középiskolás látogatók beszélgetéseiből kiindulva. |                           |                                                                              |                     |                    |          |
| | "Manchester I"            | Aaron Sorkin                                                                 | Thomas Schlamme     | 2001. október 10.  | 46       |
| Bartlet bejelenti, hogy elindul a következő elnökválasztáson is. Bartlet és Abigail között feszültség alakul ki, mivel nem beszélték meg előtte együtt a jelöltséget. A First Lady aggódik Bartletért a sclerosis multiplex miatt. Új közvélemény-kutatást rendelnek meg a lehetséges szavazói támogatásról. Oliver Babish folytatja az sclerosis multiplexszel kapcsolatos vizsgálódást az elnök védelme érdekében. C. J.-t a sajtótájékoztatón sarokba szorítják az újságírók az elnök és a stábja között kialakult mentális problémákat firtató kérdésekkel. Az elnököt leköti a Haiti-hadművelet. C. J. az ismételt sajtótájékoztatón nagyot hibázik, rossz választ ad egy újságírói kérdésre, amivel rossz benyomást kelt az elnökről. |                           |                                                                              |                     |                    |          |
| | "Manchester II"           | Aaron Sorkin                                                                 | Thomas Schlamme     | 2001. október 17.  | 47       |
| A stáb a Bartlet családi farmon dolgozik a kampányindító beszéden. C. J. megkéri a First Ladyt, hogy készítsenek közös fotót az elnökkel, de az asszony elutasítja kérését. Bruno Ianelli stratégát kérik fel a csapatba, aki segít az elnök körül kialakult sclerosis multiplex-botrány elsimításában. Abbie és Jed között éleződnek a feszültségek. Sam kifejezi csalódottságát az elnökben Toby Zieglernek. C. J. és az elnök között szintén nézeteltérések alakulnak ki, amiért az elnök figyelmezteti, hogy ne avatkozzon bele a magánéletébe. C. J. felajánlja a lemondását, de Bartlet kiengeszteli. Abbey elvállalja, hogy a kampány nyitóbeszéde előtt ő jelenti be az elnököt. Bartlet bocsánatot kér a stáb tagjaitól. |                           |                                                                              |                     |                    |          |
| | "Bizottsági csatározások" | Aaron Sorkin (teleplay) Eli Attie & Gene Sperling (story)                    | Alex Graves         | 2001. október 24.  | 48       |
| A stáb tagjai megkapják az idézést a főügyésztől Bartlet betegségének ügyében, ami tanúvallomás tételére és dokumentumok átadására kötelezi őket. Oliver készül a stáb tagjaival a vizsgálatra. C. J. javaslatára azt a republikánus ügyészt keresik meg, aki gyűlöli a demokrata párti elnök politikáját. Charlie javasolja az elnöknek, hogy ideje lenne új személyi asszisztenst felvenni, de Bartlet nem hajlandó még a kéréssel foglalkozni. |                           |                                                                              |                     |                    |          |
| | "Politikai útvesztők"     | Aaron Sorkin (teleplay) Paul Redford & Nanda Chitre (story)                  | Christopher Misiano | 2001. október 31.  | 49       |
| Izraelben egy palesztin terrorista C-4 bombát robbant egy futballstadion előtt, ahol két amerikai turista is életét veszti. Bartlet stábja az örökösödési adót akarja megszavaztatni és szavazatokat gyűjt a kongresszus tagjai között. A szavazatokért cserébe azonban túl nagy árat kérnek a képviselők, amit a Bartlet-kormányzat nem hajlandó megadni. Ezzel párhuzamosan a kémiai Nobel-díjasok részére vacsora folyik a Fehér Házban. C. J. sajtótájékoztatót tart a merényletről, ahol az áldozatok személyét kérdezik, amit nem hajlandó addig elárulni, amíg az elnök nem beszélt a szülőkkel. Közben kiderül, hogy a merénylet egyenesen a két amerikai turista ellen irányult. Bartlet kiadatást követel az izraeli kormánytól, amit az izraeliek elutasítanak. Válaszul 100 millió dollár támogatás megvonásával reagál az amerikai elnök. Donna elmondja Joshnak hogy randevúzgat Clifford Calley-el, aki a MS-ügyi bizottság többségi jogtanácsosa lesz. Josh megtiltja Donnának, hogy újra találkozzon Cliffel. |                           |                                                                              |                     |                    |          |
| | "Háborús bűnök"           | Aaron Sorkin (teleplay) Allison Abner (story)                                | Alex Graves         | 2001. november 7.  | 50       |
| Sam felkészíti Donnát a meghallgatásra. A meghallgatás alatt Donna azt mondja, hogy nincs naplója. Az ügyész visszakérdez, Donna ismételten tagadja, hogy naplót vezetett. Az ügyész a meghallgatás után felelősségre vonja a hazugságért, hiszen látta Donna lakásában a naplót. Cliff figyelmezteti Donnát a várható börtön és pénzbüntetés lehetőségére a hazugsága miatt. Sam Seaborn a penny megszüntetésén gondolkodik egy külső javaslat alapján. Donna megkeresi a problémájával Josht. Josh dühös lesz Donnára a hazugsága miatt. Bartlet és Hones a fegyvertartás törvényéről vitatkoznak. Bartlet azt szeretné, ha Hones elmenne Texasba a fegyvertartás ellen kampányolni. Hones nem akarja elvállalni a feladatot. Josh odaadja Cliffnek Donna naplóját egy óra időtartamra, azzal a feltétellel, hogyha nem talál benne semmi érdemlegeset, akkor elfelejti az ügyet, ha azonban talál, akkor még aznap beidézheti Donnát. Ha mégis nyilvánosságra hozza a naplót, akkor Joshék is nyilvánosságra hozzák a viszonyt. |                           |                                                                              |                     |                    |          |
| | "Ellenséges vizeken"      | Aaron Sorkin (teleplay) Julia Dahl & Laura Glasser (story)                   | Jon Hutman          | 2001. november 14. | 51       |
| Megszakad a kapcsolat az Egyesült Államok egyik kémtengeralattjáróval, ezért Bartlet olyan lépéseket fontolgat, ami akár nemzetközi válsághoz vezethet. Oliver Babish Abigail Bartletet faggatja. A tanúk között szerepel négy olyan személy, aki régebben a First Lady ellen műhibapert indított. Abbey felajánlja, hogy nem fog addig praktizálni, amíg az elnök hivatalban van. Joshék „puha pénzt” akarnak szerezni. |                           |                                                                              |                     |                    |          |
| | "Őslakos lobby"           | Allison Abner & Kevin Falls és Aaron Sorkin (teleplay) Allison Abner (story) | Paris Barclay       | 2001. november 21. | 52       |
| Két indián lecövekel a Fehér Ház folyosóján, hogy tárgyaljanak a kormányzókkal, akik megbeszélték volna, hogy miért átjáróház a kanadai és amerikai határ az ő területükön. Nem akarnak lemondani a területeikről. 15 éve beadtak egy beadványt a Belügyminisztériumba, hogy nyilvánítsák a területüket nemzeti parkká. Még mindig nem kaptak választ a kérésükre. C. J. beszél velük, de az indiánok ragaszkodnak a sajtónyilvánossághoz. Bartlet a pulykasütés részleteivel szórakoztatja kormánya tagjait. |                           |                                                                              |                     |                    |          |
| | "A qumari nők"            | Aaron Sorkin (teleplay) Felicia Wilson & Laura Glasser & Julia Dahl (story)  | Alex Graves         | 2001. november 28. | 53       |
| Egy laboratóriumi eredmény a kergemarha-kór első előfordulását jelzi az USA-ban, az emiatt kitörő pánik beláthatatlan következményekkel járna. A Bartlet-kormány megújít egy megállapodást Qumarral, annak ellenére, hogy a közel-keleti országban rosszul bánnak a nőkkel. Az amerikaiak tankokat és fegyvereket adnak el Qumarnak, Qumar cserébe támaszpontot biztosít az amerikaiaknak. Amy, a WLC női jogvédő szervezet vezetője szövetségre lép a first ladyvel és leül Josh-sal tárgyalni a kényszerprostitúció ügyében. |                           |                                                                              |                     |                    |          |
| | "A meghallgatás"          | Aaron Sorkin                                                                 | Thomas Schlamme     | 2001. december 12. | 54       |
| Megkezdődik a meghallgatás, elsőnek Leo McGarryt hallgatják ki. Először az elnökkel való megismerkedéséről faggatja a bizottság. A visszaemlékezése során a képek visszatérnek a múltba, amikor Bartlet még New Hampshire kormányzója volt és Leo felkérte őt, hogy induljon az elnökválasztáson. A bizottság egyik tagja megkérdezi őt, hogy volt-e máskor is olyan, hogy az elnök elvesztette az eszméletét. Leo igennel válaszolt. Az ügyvédjének a szünet alatt elmeséli, hogy egyszer amikor berúgott, az elnök elvesztette az eszméletét egy elnökjelölti beszéd előtt. A szünet után váratlanul elnapolták az ülést. Bartlet az ülés után Leónak ajándékozta a bekeretezett "Bartlet Amerikáért" felirattal ellátott szalvétát, amit annak idején még Leo adott az elnöknek keret nélkül. |                           |                                                                              |                     |                    |          |
| | "A 172. számú határozat"  | Aaron Sorkin (teleplay) Eli Attie (story)                                    | Vincent Misiano     | 2002. január 9.    | 55       |
| A bizottság alkut ajánl az elnöknek León keresztül: Bartlet jelentse be, hogy hazudott az amerikai népnek és akkor megszüntetik a meghallgatást. Leo visszautasítja az alkut. Josh egy ürüggyel randevúra hívja Amyt. Cliff felhívja Donnát és titkos találkozóra hívja, mert feltétlenül beszélnie kell vele. Bartlet ki akar rakni egy régi Közel-Keletet ábrázoló térképet az Ovális Irodába, de a stáb tagjai nem támogatják, mert nincs rajta Izrael. Cliff megkéri Donnát, hogy hozzon össze egy találkozót Josh-val, mert segíteni akar Leo McGarrynek. Bartlet belemegy a bizottság által ajánlott alkuba. A kongresszus hivatalosan elmarasztalja az elnököt hazugságáért. |                           |                                                                              |                     |                    |          |
| | "Az interjú"              | Aaron Sorkin                                                                 | David Nutter        | 2002. január 16.   | 56       |
| Sam interjút ad a Vanity Fair újságírójának a szövegírásról. Az újságírónő Sam volt menyasszonya. A stáb a kongresszusi beszédről tanácskozik. Néhányan kétkednek abban, hogy talpra lehet-e állni egy kongresszusi elmarasztalás után. Az elnök onkológusokkal vacsorázik, akik arról beszélnek az asztalnál, hogy várhatóan 10 év múlva meg lesz a rák ellenszere. Bartlet felbuzdul a hírtől, behívatja kormánya tagjait és arra utasítja őket, hogy ezt a hírt helyezzék bele kongresszusi beszédébe. A stáb tagjaiból – Seaborn kivételével – ellenérzést vált ki egy ilyen információ nyilvánosságra hozatala, hiszen az emberek azt fogják majd gondolni, hogy az elnök a saját elmarasztalásáról akarja elterelni a figyelmet a döbbenetes bejelentéssel. Josh szerint John Tandy azért jár Amyvel, hogy Amy segítségével női szavazatokat szerezzen. Egy fogadás alatt ezt közli is a lánnyal, aki felháborítónak tartja a feltételezést. Bartlet mégsem veszi be a kongresszusi beszédébe a rák témáját. Megérkeznek a közvélemény-kutatás eredményei: az eredmények azt mutatják, Bartletet erős vezetőnek tartja a megkérdezettek 69%-a.                     |                           |                                                                              |                     |                    |          |
| | "A két Bartlet"           | Kevin Falls and Aaron Sorkin (teleplay) Gene Sperling (story)                | Alex Graves         | 2002. január 30.   | 57       |
| Amy szakít Tandy kormányzóval. A republikánusok Richie szenátort indítják el a választásokon Bartlet ellen. Josh Tahitire készül Amyval, de az utazás előtt két nappal Josh mégis lemondja az utat. Toby magánbeszélgetést folytatott az elnökkel és megkérdezte tőle, hogy verte-e az apja gyermekkorában. Az elnök igennel válaszolt. Ziegler szerint az elnök apja nem szerette Joshua Bartletet. Az elnök igen feszélyezetté és dühössé vált a beszélgetéstől. |                           |                                                                              |                     |                    |          |
| | "Lelki problémák"         | Aaron Sorkin                                                                 | Christopher Misiano | 2002. február 6.   | 58       |
| Az elnökhöz berendelik Josh egykori pszichiáterét, aki segített rajta a merénylet után. Az elnök négy napja nem alszik, így támogatásra szorul. Egy amerikai újságíró eltűnik Kongóban. Donnának témaigazgatói állást ajánl egy internetes cég nagyon magas összegű fizetéssel. Bartlet elmondja a pszichiáternek, hogy az apja soha nem szerette őt. Andrea, Toby exfelesége magából kikelve érkezik meg Ziegler irodájába, miután elolvasta a Ziegler által írt beszédet. Az amerikai újságírót megölik egy rajtaütés során Kongóban. |                           |                                                                              |                     |                    |          |
| | "Sakk-matt"               | Aaron Sorkin                                                                 | Vincent Misiano     | 2002. február 27.  | 59       |
| Kínában mozgósítják a hadsereget. Bartlet a 7. flottát a Tajvani-szorosba rendeli. Bartlet sakkozik a stábtagokkal. |                           |                                                                              |                     |                    |          |
| | "A születésnapi party"    | Aaron Sorkin (teleplay) Paul Redford (story)                                 | Alex Graves         | 2002. március 6.   | 60       |
| A Fehér Ház Abigail születésnapját ünnepli. Abigail, C. J., Donna és Amy különterembe vonulnak borozgatni és Abigail praxisfeladásáról beszélgetnek. Bartlet és Charlie a tószt szövegén dolgoznak. Samnél megjelenik gimnáziumi fizika tanára és arra kéri Samet, hogy segítsen neki a részecskegyorsító-beadványa előtti akadályokat elhárítani. |                           |                                                                              |                     |                    |          |
| | "A koszorús költő"        | Aaron Sorkin (teleplay) Laura Glasser (story)                                | Christopher Misiano | 2002. március 27.  | 61       |
| Az elnök egy televíziós élő interjú végén becsmérlő jelzőt mond a politikai riválisára, Richie republikánus elnökjelöltre. Úgy tűnt, hogy már nincs adásban, de tévedett. Donna felfedezi Josh rajongói oldalát, amin szidják és imádják is Josh-t. A nemzet koszorús költőnőjét meghívják a Fehér Házba egy tiszteletére adott fogadásra, a költőnő előtte fellép a taposóaknák ellen egy felolvasóesten, és találkozót szeretne ez ügyben az elnökkel. Josh válaszol egy kérdésre a rajongói oldalán, ami miatt C. J. rendkívül dühös lesz rá. |                           |                                                                              |                     |                    |          |
| | "Kényszerhelyzet"         | Aaron Sorkin & Eli Attie (teleplay) Dee Dee Myers (story)                    | Jeremy Kagan        | 2002. április 3.   | 62       |
| John Hones megvallja az elnöknek, hogy gyógyuló alkoholista, ami annyit tesz ki, hogy 22 évesen ivott utoljára. A stáb le szeretné venni az alelnököt a jelölt listáról, mivel Hones nem népszerű több államban. Az elnök nem egyezik bele a lecserélésébe. Donna a nyugdíjba vonuló gimnáziumi angoltanárának emléknapot akar kieszközölni, amit ugyan nem sikerül elérnie, de az elnök hosszasan beszél volt tanárával telefonon. |                           |                                                                              |                     |                    |          |
| | "A csúcstalálkozó"        | Paul Redford and Aaron Sorkin                                                | Alex Graves         | 2002. április 30.  | 63       |
| Szaúd-Arábiában, Medinában egy iskolában benn ég 17 gimnazista kislány, és a tűzoltók azért nem mentik ki őket, mert nem voltak megfelelően öltözve. C. J. sajtótájékoztatón kommentálta az eseményt, elítélve szaúd-arábiai szövetségesét. C. J. másnap halálos fenyegetést kap e-mailen, amit a további napokban több hasonló követ. A Fehér Ház testőrt rendel ki C. J. mellé. |                           |                                                                              |                     |                    |          |
| | "A célszemély"            | Aaron Sorkin                                                                 | Christopher Misiano | 2002. május 8.     | 64       |
| C. J. testőrt kap maga mellé. C. J.-t idegesíti az ügynök, Simon Donovan aggályoskodása. C. J., az unokahúga és a testőr elmennek vásárolni egy üzletközpontba. Sam Seaborn névtelen feladótól negatív hangvételű reklámfilmet kap az elnökről. A stáb elmondja neki, hogy nekik is van ilyenük Richie-ről. Egyelőre nem tudják, hogy aki a levelet küldte, az segíteni akart-e ezzel a filmmel, vagy ártani. Sam felajánlja, hogy beszél a republikánus barátjával, hogy kiderüljön a feladó kiléte. A stáb lebeszéli őt a találkozóról, ennek ellenére mégis vele ebédel és odaadja Kevinnek a kazettát. Az FBI egy terrorcselekményt akar elhárítani, ezért az elnököt bunkerbe akarják vinni, aki közli, hogy nem hajlandó oda menni. Másnap az összes televízióban leadták a filmet. Kiderül, hogy Samet csapdába csalták, ugyanis Kevin sajtónyilvánosságra hozta a kazettát, miszerint azt Sam Seaborntól kapta. Sam felelősségre vonja tettéért a barátját, akitől megtudja, hogy ez a republikánusok visszavágása volt Bartlet televíziós beszólása miatt. |                           |                                                                              |                     |                    |          |
| | "A válságstáb"            | Aaron Sorkin                                                                 | Thomas Schlamme     | 2002. május 15.    | 65       |
| Qumar hadügyminiszteréről bizonyítékokat szerez a Fehér Ház, mely szerint merényletre készül a Golden Gate híd ellen. Sharif miniszter ugyanakkor az elnökhöz készül látogatásra. A válságstáb hosszas tanácskozás után úgy dönt, hogy a hadügyminisztert meg kell ölni Bermuda felett, nem amerikai területen. A miniszter megérkezik az elnöki fogadásra, ahol Bartlet elnök kimérten viselkedik vele, és nem hajlandó búcsúzóul kezet fogni. Bartlet szól Charlie-nak, hogy szerezzen neki új titkárnőt, mert Miss Landingham már egy éve halott, és ideje valakinek ezt a posztot betöltenie. Charlie talál egy igen alkalmas személyt, aki azonban az elnöki meghallgatásra begyógyszerezve érkezik meg. C. J. és Simon között romantikus szálak kezdenek kibontakozni. A kormány egy törvényt akar átvinni a szenátuson, amihez olyan alkuba megy bele a republikánusok szavazataiért, miszerint 300 millió dollárt fordítanak a házasság támogatásra. Amy, amikor ezt meghallja Joshtól, szervezkedni kezd ellenszavazatokért, tiltakozva ezzel, a kényszerházasságok elkerülése érdekében. A pár között létrejött erős feszültség hatására szakítanak egymással. |                           |                                                                              |                     |                    |          |
| | "A rózsák háborúja"       | Aaron Sorkin                                                                 | Alex Graves         | 2002. május 22.    | 66       |
| A stáb New Yorkba repül egy színházi előadásra. Ez idő alatt készülnek végrehajtani a gyilkosságot a miniszter ellen. Aznap este elkapják C.J. fenyegetőjét. Simon Donovan betér egy boltba virágot venni C. J.-nek, amit éppen akkor rabolnak ki. Bár az egyik támadót sikerül lefegyvereznie, viszont a másik lelövi őt. Donovan azonnal meghalt. C. J. kiborul Donovan halála miatt. Az elnök az utolsó percekben meginog döntésében, mert tart az esetleges háborútól Qumarral. Végül mégis kiadja a parancsot az utolsó pillanatban. |                           |                                                                              |                     |                    |          |

## Lásd még
- Negyedik évad
- Ötödik évad